# Большой Мадрид

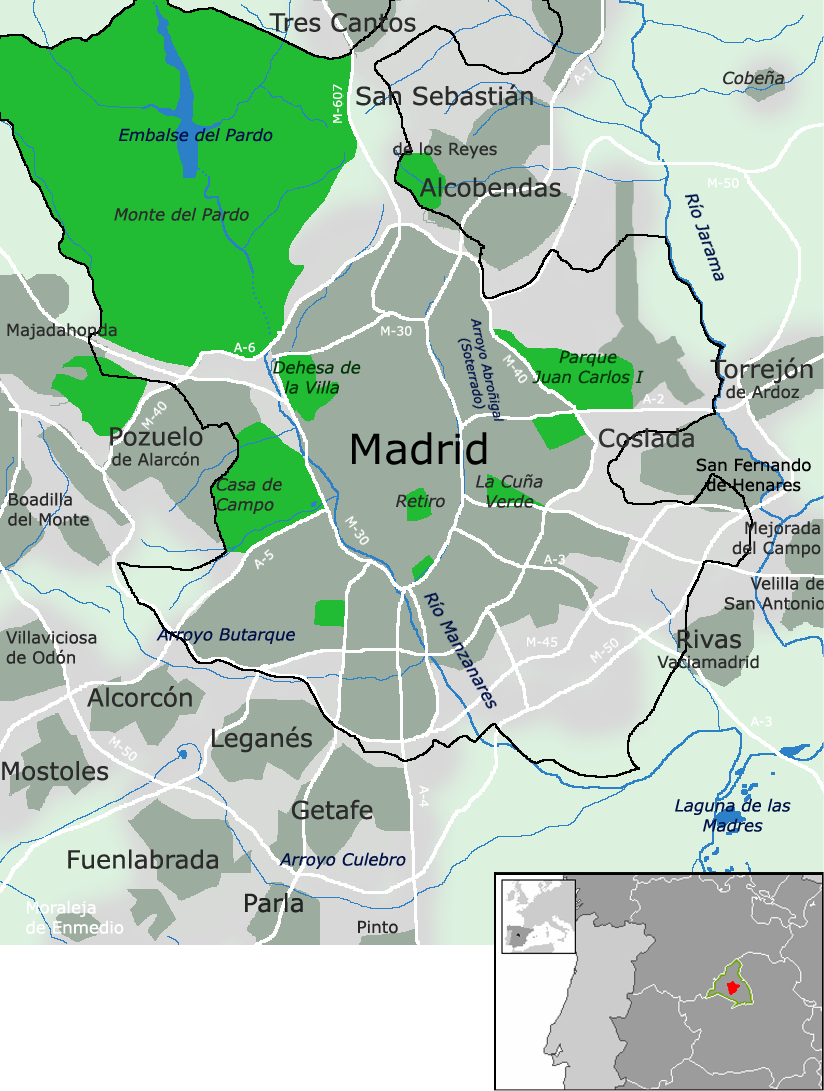

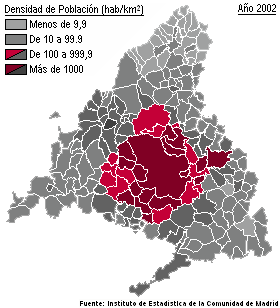

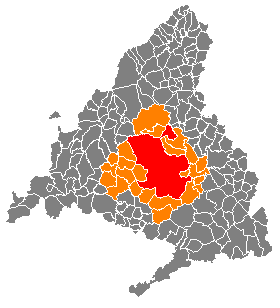

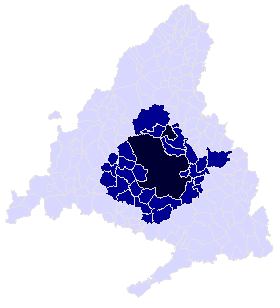

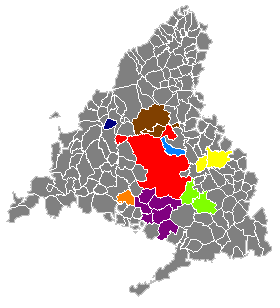

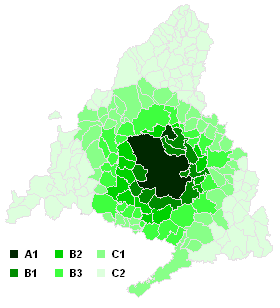

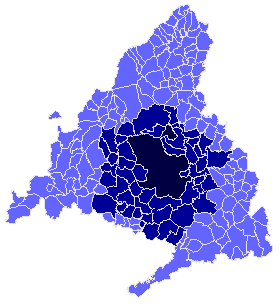

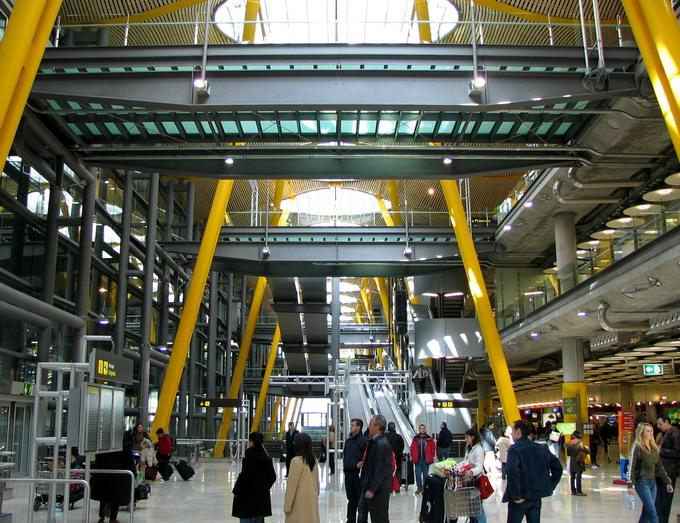

Большой Мадрид (Ареа-Метрополитана, исп. Área metropolitana de Madrid) — район (комарка) в Испании, входит в провинцию Мадрид в составе автономного сообщества Мадрид. Представляет собой город Мадрид и его окрестности.

## Муниципалитеты
1. Мадрид
2. Алькобендас
3. Алькоркон
4. Боадилья-дель-Монте
5. Брунете
6. Кольменар-Вьехо
7. Кослада
8. Фуэнлабрада
9. Хетафе
10. Леганес
11. Махадаонда
12. Мехорада-дель-Кампо
13. Паракуэльос-де-Харама
14. Пинто (Мадрид)
15. Посуэло-де-Аларкон
16. Ривас-Васиамадрид
17. Лас-Росас-де-Мадрид
18. Сан-Фернандо-де-Энарес
19. Сан-Себастиан-де-лос-Рейес
20. Торрехон-де-Ардос
21. Торрелодонес
22. Трес-Кантос
23. Велилья-де-Сан-Антонио
24. Вильянуэва-де-ла-Каньяда
25. Вильянуэва-дель-Пардильо
26. Вильявисиоса-де-Одон